# 3e méridien ouest
Pour les articles homonymes, voir 3e méridien.
En géographie, le 3e méridien ouest est le méridien joignant les points de la surface de la Terre dont la longitude est égale à 3° ouest.

## Géographie

### Dimensions
Comme tous les autres méridiens, la longueur du 3e méridien correspond à une demi-circonférence terrestre, soit 20 003,932 km. Au niveau de l'équateur, il est distant du méridien de Greenwich de 334 km,.
Avec le 177e méridien est, il forme un grand cercle passant par les pôles géographiques terrestres.

### Régions traversées
En commençant par le pôle Nord et descendant vers le sud au pôle Sud, Le 3e méridien est passe par:
| Coordonnées         | Pays, Territoire ou mer | Notes |
| ------------------- | ----------------------- | --- |
| 90° 00′ N, 3° 00′ O | Océan Arctique          | |
| 81° 49′ N, 3° 00′ O | Océan Atlantique        | |
| 59° 20′ N, 3° 00′ O | Royaume-Uni             | Ecosse — île de Westray |
| 59° 16′ N, 3° 00′ O | Océan Atlantique        | Estuaire de Westray |
| 59° 11′ N, 3° 00′ O | Royaume-Uni             | Ecosse — îles de Rousay et Wyre (Écosse) |
| 59° 07′ N, 3° 00′ O | Mer du Nord             | Estuaire de Wide |
| 59° 11′ N, 3° 00′ O | Royaume-Uni             | Ecosse — île de Mainland (Orcades) |
| 58° 57′ N, 3° 00′ O | Scapa Flow              | |
| 58° 49′ N, 3° 00′ O | Royaume-Uni             | Ecosse — île de South Ronaldsay |
| 58° 48′ N, 3° 00′ O | Mer du Nord             | |
| 57° 40′ N, 3° 00′ O | Royaume-Uni             | Ecosse — passe par Dundee (à 56° 28′ N, 3° 00′ O) |
| 56° 12′ N, 3° 00′ O | Firth of Forth          | |
| 55° 57′ N, 3° 00′ O | Royaume-Uni             | Ecosse — passe juste à l'est de Edinbourg (à 55° 57′ N, 3° 10′ O) Angleterre — de 55° 03′ N, 3° 00′ O |
| 54° 09′ N, 3° 00′ O | Mer d'Irlande           | Baie de Morecambe |
| 53° 56′ N, 3° 00′ O | Royaume-Uni             | Angleterre — passe juste à l'ouest de Liverpool (à 53° 24′ N, 3° 00′ O) Pays de Galles — de 53° 14′ N, 3° 00′ O Angleterre — de 52° 57′ N, 3° 00′ O Pays de Galles — de 52° 44′ N, 3° 00′ O Angleterre — de 52° 43′ N, 3° 00′ O Pays de Galles — de 52° 21′ N, 3° 00′ O Angleterre — de 52° 19′ N, 3° 00′ O Pays de Galles — de 52° 16′ N, 3° 00′ O Angleterre — de 52° 15′ N, 3° 00′ O Pays de Galles — de 51° 55′ N, 3° 00′ O |
| 51° 32′ N, 3° 00′ O | Canal de Bristol        | |
| 51° 20′ N, 3° 00′ O | Royaume-Uni             | Angleterre |
| 50° 42′ N, 3° 00′ O | Manche                  | |
| 48° 46′ N, 3° 00′ O | France                  | Passe par Auray, Bretagne (à 47° 40′ N, 3° 00′ O) |
| 47° 34′ N, 3° 00′ O | Océan Atlantique        | Golfe de Gascogne — passe juste à l'est de Belle Île, France (à 47° 18′ N, 3° 03′ O) |
| 43° 23′ N, 3° 00′ O | Espagne                 | Passe juste à l'est de Bilbao (à 43° 15′ N, 2° 56′ O), passe par Tarancón , Cazorla et Adra |
| 36° 45′ N, 3° 00′ O | Mer Méditerranée        | Mer d'Alboran — Passe juste à l'est de l'île Alborán, Espagne (à 35° 57′ N, 3° 02′ O) |
| 35° 25′ N, 3° 00′ O | Maroc                   | Passe juste à l'ouest de l'exclave de Melilla, Espagne (à 35° 18′ N, 2° 58′ O) |
| 31° 45′ N, 3° 00′ O | Algérie                 | |
| 23° 51′ N, 3° 00′ O | Mali                    | Passe par Tombouctou (à 16° 46′ N, 3° 00′ O) |
| 13° 40′ N, 3° 00′ O | Burkina Faso            | |
| 9° 43′ N, 3° 00′ O  | Côte d'Ivoire           | |
| 7° 10′ N, 3° 00′ O  | Ghana                   | |
| 5° 42′ N, 3° 00′ O  | Côte d'Ivoire           | |
| 5° 06′ N, 3° 00′ O  | Ghana                   | |
| 5° 04′ N, 3° 00′ O  | Océan Atlantique        | |
| 60° 00′ S, 3° 00′ O | Océan Pacifique         | |
| 70° 18′ S, 3° 00′ O | Antarctique             | Terre de la Reine-Maud, revendiquée par la Norvège |